# Krytonosowate
Krytonosowate, tapakolowate, tapakole (Rhinocryptidae) – rodzina ptaków z rzędu wróblowych (Passeriformes). Obejmuje gatunki zamieszkujące łąki, zarośla i lasy Ameryki Południowej i Centralnej.

## Cechy charakterystyczne
Ptaki te charakteryzują następujące cechy:
- nozdrza osłonięte fałdem zabezpieczającym przed wnikaniem pyłu
- długość ciała od 10 do 24 cm
- długie nogi i krótkie skrzydła
- prowadzą głównie naziemny tryb życia
- samice składają od 2 do 3 jaj
- żywią się owadami, nasionami oraz miękkim materiałem roślinnym

## Podział systematyczny
Do rodziny zaliczane są następujące podrodziny:
- Rhinocryptinae – krytonosy
- Scytalopodinae – krytonoski

Pozycja taksonomiczna rodziny Rhinocryptidae jest dyskutowana i może ulec zmianie.